# فهرست حوادث و بلایای آمونیوم نیترات
وقتی آمونیوم نیترات گرم می‌شود به گازهای غیر انفجاری اکسیژن، نیتروژن و بخار آب تجزیه می‌شود. با این حال، می‌تواند با تجزیه به اکسید نیتروژن و بخار آب، به صورت انفجاری تجزیه شود. انبارهای پر از این مواد، به دلیل احتمال اکسیداسیون، می‌توانند یک خطر عمده آتش‌سوزی باشند و ممکن است منفجر شوند. همان‌طور که در فاجعه ۱۹۴۷ در تگزاس سیتی اتفاق افتاد و منجر به تغییر عمده ای در مقررات ذخیره‌سازی و حمل و نقل شد.

## انواع انفجار
دو کلاس عمده از حوادث منجر به انفجارها وجود دارد:
- در حالت اول، انفجار با مکانیسم شوک منجر به انفجار می‌شود.
- در حالت دوم، انفجار ناشی از آتش‌سوزی است که به نیترات آمونیوم سرایت می‌کند و منجر به گسترش آتش‌سوزی و انفجار می‌شود.

## انفجارهای بزرگ
در جدول زیر انفجارهای بزرگ ناشی از آمونیوم نیترات به ترتیب سال آورده شده‌اند:
| کشور                                 | شهر/مکان                              | تاریخ           | کشته‌ها | حجم آمونیم نیترات | توضیحات |
| ------------------------------------ | ------------------------------------- | --------------- | ------ | ----------------- | --- |
| ایالات متحده آمریکا                  | گیبستون، نیوجرسی                      | ۱۴ ژانویه ۱۹۱۶  | ۱      | ۱٫۸۱              | |
| پادشاهی متحد بریتانیای کبیر و ایرلند | فاورشام                               | ۲ آوریل ۱۹۱۶    | ۱۱۵    | ۷۰۰               | |
| ایالات متحده آمریکا                  | اوکدیل، پنسیلوانیا                    | ۱۵ سپتامبر ۱۹۱۶ | ۶      | ۱٫۳۶              | |
| جمهوری وایمار                        | کنوروو                                | ۲۶ ژوئیه ۱۹۲۱   | ۱۹     | ۳۰                | |
| آلمان                                | لودویگسهافن                           | ۲۱ سپتامبر ۱۹۲۱ | ۵۶۱    | 450 (out of 4500) | |
| ایالات متحده آمریکا                  | نیکسون، نیوجرسی (now ادیسون، نیوجرسی) | ۱ مارس ۱۹۲۴     | ۲۰     | ۲                 | |
| ایالات متحده آمریکا                  | ماسل شائولز، آلاباما                  | ۱۹۲۵            | ۰      |                   | |
| فرانسه                               | میرما                                 | ۵ اوت ۱۹۴۰      | ۰      | ۲۴۰               | |
| Belgium                              | تساندرلو                              | ۲۹ آوریل ۱۹۴۲   | ۱۸۹    | ۱۵۰               | |
| ایالات متحده آمریکا                  | تگزاس سیتی، تگزاس                     | ۱۶ آوریل ۱۹۴۷   | ۵۸۱    | ۲۰۸۶ + ۸۷۰        | |
| فرانسه                               | برست                                  | ۲۸ ژوئیه ۱۹۴۷   | ۲۹     | ۳۳۰۹              | |
| ایالات متحده آمریکا                  | پرسک آیل، مین                         | ۲۶ اوت ۱۹۴۷     | ۰      | ۲۱۷               | |
| کانادا                               | سنت استیون، نیوبرانزویک               | ۱۹۴۷            | ۰      | ۳۶۰               | |
| -                                    | دریای سرخ                             | ۱۹۵۳            | ۰      | ۳۶۰۰              | |
| ایالات متحده آمریکا                  | رسبورگ، اورگن                         | ۷ اوت ۱۹۵۹      | ۱۴     | ۴٫۱               | |
| ایالات متحده آمریکا                  | تراسکوود، آرکانزاس                    | ۱۷ دسامبر ۱۹۶۰  | ۰      | ۱۴۰–۱۸۰           | |
| استرالیا                             | تارووم                                | ۳۰ اوت ۱۹۷۲     | ۳      | ۱۲                | |
| ایالات متحده آمریکا                  | کانزاس‌سیتی، میزوری                    | ۲۹ نوامبر ۱۹۸۸  | ۶      | 23 (ANFO)         | |
| Papua New Guinea                     | معدن طلای پورگرا                      | ۲ اوت ۱۹۹۴      | ۱۱     | 80 (ANE)          | |
| ایالات متحده آمریکا                  | سرگانت بلوف، آیووا                    | ۱۳ دسامبر ۱۹۹۴  | ۴      |                   | |
| China                                | Xingping, شاآنشی                      | ۶ ژانویه ۱۹۹۸   | ۲۲     | ۲۷٫۶              | |
| France                               | تولوز                                 | ۲۱ سپتامبر ۲۰۰۱ | ۳۱     | ۲۰۰–۳۰۰           | |
| Spain                                | کارتاخنا، اسپانیا                     | ژانویه ۲۰۰۳     | ۰      |                   | تأسیسات ذخیره‌سازی کود فرتیبریا در ژانویه ۲۰۰۳ یک آتش‌سوزی تجزیه خودپایه (SSD) برگزار کرد. آتش پس از حذف بیشتر مواد با وسایل مکانیکی کنترل شد. |
| France                               | سن رومن آن جارز                       | ۲ اکتبر ۲۰۰۳    | ۰      | ۳–۵               | |
| ایران                                | نیشابور                               | ۱۸ فوریه ۲۰۰۴   | ۳۵۰    |                   | انفجار قطار باری نیشابور حامل (۵ واگن بنزین، ۱۰ واگن پنبه، ۱ واگن بنزین، ۹ واگن گوگرد، ۷ واگن کود نیترات آمونیوم، ۸ واگن گوگرد) در روز ۲۹ بهمن سال ۱۳۸۲ در نزدیکی ایستگاه خیام در ۱۷ کیلومتری نیشابور که به علت فرار ناگهانی و بدون راننده قطار رخ داد. |
| Spain                                | باراکاس                               | ۹ مارس ۲۰۰۴     | ۲      | ۲۵                | |
| Romania                              | میهایلستی، بوزائو                     | ۲۴ مه ۲۰۰۴      | ۱۸     | ۲۰                | |
| North Korea                          | ریونگچن                               | ۲۲ آوریل ۲۰۰۴   | ۱۶۲    |                   | |
| Spain                                | Estaca de Bares                       | ۲۰۰۷            | ۰      | ۴۰۰               | |
| Mexico                               | مونکلووا                              | ۱۰ سپتامبر ۲۰۰۷ | ۴۰     | 22 (ANFO)         | |
| ایالات متحده آمریکا                  | برایان، تگزاس                         | ۳۰ ژوئیه ۲۰۰۹   | ۰      |                   | یک نیروگاه در برایان، تگزاس در ساعت ۱۱:۴۰ روز سی ژوئیه ۲۰۰۹ منفجر شد. |
| ایالات متحده آمریکا                  | وست، تگزاس                            | ۱۷ آوریل ۲۰۱۳   | ۱۵     | ۲۴۰               | |
| Australia                            | وایاندرا، کوئینزلند                   | ۶ سپتامبر ۲۰۱۴  | ۰      | ۵۶                | |
| چین                                  | بندر تیانجین                          | ۱۲ اوت ۲۰۱۵     | ۱۷۳    | ۸۰۰               | انفجارهای تیانجین ۲۰۱۵: در تاریخ ۱۲ اوت ۲۰۱۵، حداقل دو انفجار به فاصله ۳۰ ثانیه از یکدیگر در یک پایانه نگهداری کانتینرها در بندر تیانجین در منطقه جدید بینهای شهر تیانجین چین رخ داد. علت انفجار بلافاصله مشخص نشد، اما گزارش‌های اولیه به یک حادثه صنعتی اشاره داشتند. رسانه‌های دولتی چین اعلام کردند که حداقل منشأ انفجار اولیه از کانتینرهای حامل مواد ناشناخته خطرناک متعلق به شرکت حمل و نقل روهای، که یک شرکت متخصص در زمینه نگهداری مواد خطرناک است، بوده است. |
| لبنان                                | بیروت                                 | ۴ اوت ۲۰۲۰      | ۱۳۵+   | ۲۷۵۰              | انفجار در بندر بیروت در تاریخ ۴ اوت ۲۰۲۰ (۱۴ مرداد ۱۳۹۹) در بندر بیروت واقع در بیروت، پایتخت لبنان رخ داد و ساختمان‌های زیادی در منطقه اشرفیه را تخریب کرد. موج ناشی از انفجار باعث وارد شدن خسارات گسترده به ساختمان‌های اطراف محل انفجار شد. تاکنون کشته شدن دستکم ۱۳۵ نفر و زخمی شدن حدود ۴۰۰۰ نفر بر اثر این انفجار تأیید شده است. بر اساس اعلام فرمانداری بیروت، بیشتر از ۳۰۰ هزار نفر بر اثر این حادثه بی‌خانمان شده‌اند.                                          |